# Nalaut Oriental
Nalaut Oriental (East Nalaut Island) es una isla situada en Filipinas, adyacente a la de Busuanga, isla que forma parte del grupo de Calamianes.
Administrativamente forma parte  del barrio de  Maglalambay  del municipio filipino de tercera categoría de Busuanga perteneciente a la provincia  de Paragua en Mimaro,  Región IV-B.

## Geografía
Isla Busuanga es  la más grande del Grupo Calamian situado a medio camino entre las islas de Mindoro (San José) y de Paragua (Puerto Princesa), con el Mar de la China Meridional a poniente y el mar de Joló a levante. Al sur de la isla están las otras dos islas principales del Grupo Calamian: Culión y  Corón.
Nalaut se encuentra en el  Mar de la China Meridional, a poniente de Isla Busuanga. Esta isla  tiene aproximadamente 1.120 metros de largo, en dirección norte-sur, y unos 150 metros en su línea de mayor anchura.
Al norte, y a 3.300 metros,  se encuentra isla Dabotonay; al sur, y a 8.000 metros, isla  Popotoán, sede del barrio; a levante, y a 4.100 metros, isla Pamalicán; y a poniente, y a 4.700 metros, el islote de Nalaut Occidental.
El barrio de Maglalambay está formado por las siguientes islas e islotes: Popotoán, Nalaut Oriental, Nalaut Occidental, Malbinchilao del Norte,  Rat, Malbinchilao del Sur, Mangenguey y Depelengued.